# خط زوال (علم الفلك)

الرسم التوضيحي

في علم الفلك، خط الزوال أو خط الهاجرة، سميت في عصر الحضارة الإسلامية بدائرة نصف النهار أو دائرة وسط السماء (باللاتينية: meridies)، هو دائرة عظمى وهمية في القبة السماوية، يمر من النقطة الشمالية في الأفق، عبر القطب السماوي إلى سمت الرأس، عبر النقطة الجنوبية للأفق، وعبر النظير عموديًا على خط الأفق. والمصطلح اللاتيني يعني «منتصف اليوم» و«جنوب».